# Hajdúbagos
Hajdúbagos è un comune dell'Ungheria di 1.981 abitanti (dati 2001). È situato nella contea di Hajdú-Bihar.